# Passeio Alegre

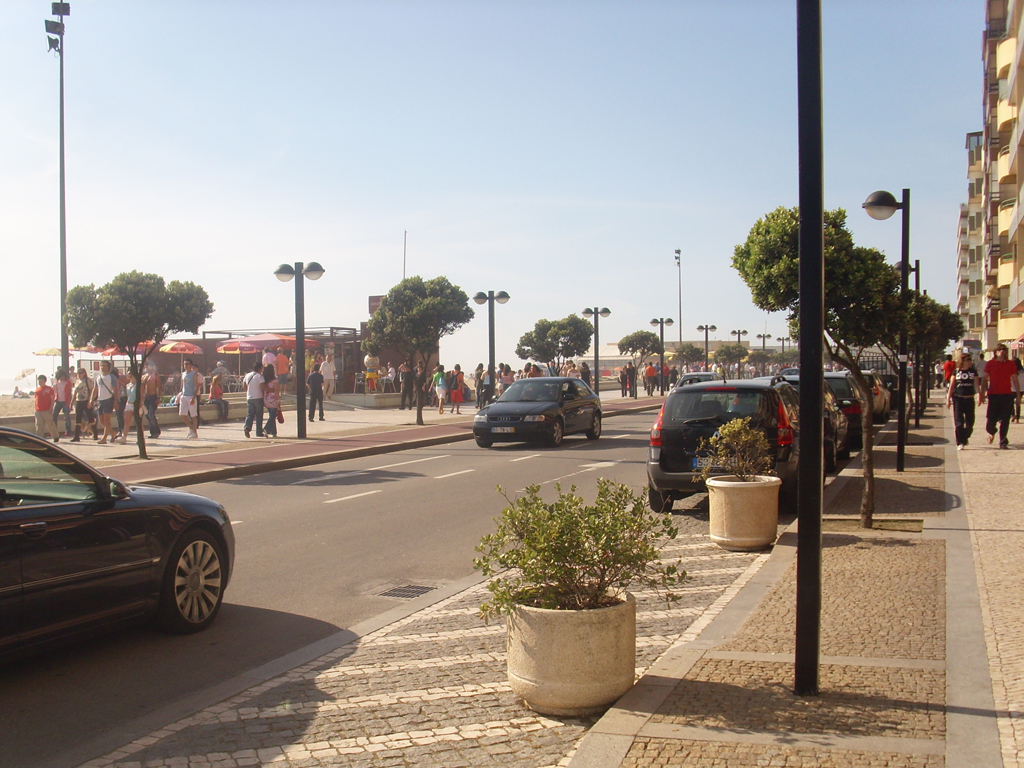
El Passeio Alegre se llena de gente los fines de semana, en verano y por San Pedro.

El Passeio Alegre (Paseo Alegre), anteriormente llamado picadeiro, en la orilla de la ciudad de Póvoa de Varzim, entre la playa y la ciudad, es en realidad el centro tradicional de esa ciudad de Portugal. A la población siempre le ha gustado pasear a la orilla del mar, especialmente en el verano y los domingos. Está catalogado por el Instituto Português do Património Arquitectónico como Inmueble de Interés Público.
Son 2 km de paseo que cuentan con bares, discotecas, restaurantes y locales turísticos. Para los que prefieran pasear en bicicleta existe una vía propia. En el pasado se utilizaba por la población para convivir y pasear a la orilla del mar fin de semana y estrenar la ropa nueva; actualmente sirve para hacer exhibición de automóviles nuevos, de lujo o tuneados.
- Datos: Q5641906